# 448 a. C.
El año 448 a. C. fue un año del calendario romano prejuliano. En el Imperio romano se conocía como el Año del consulado de Coritinesano y Celiomontano (o menos frecuentemente, año 306 Ab urbe condita).

## Acontecimientos
- Victoria del cónsul Lucio Valerio Publícola sobre los ecuos y volscos.
- Victoria del cónsul Marco Horacio sobre los sabinos.

## Nacimientos
- Agatón de Atenas, poeta trágico ateniense (m. 400 a. C.)

## Fallecimientos
- Apio Claudio y Espurio Opio, decénviros romanos.